# Інтермедіа
Інтермедіа — форма сучасного мистецтва, яка з'явилась у 1960-х роках. Інтермедіа називали будь-яку міждисциплінарну художню діяльність, у якій поєднували різні жанри: живопис і поезію, образотворче мистецтво та театр. Термін «інтермедіа» вперше використав 1967 року художник Дік Хіггинс (учасник Fluxus) у роботі «Заява про інтермедіа», яка мала форму маніфесту.

## Історія
Стійкі поєднання жанрів перетворювали в нові форми художньої практики, наприклад, візуальна поезія, мистецтво перфомансів. Ці симбіози відбувалися під час глобальної тенденції XX століття, яка полягала в руйнуванні кордонів між середовищами, змішанні виразних засобів різних видів мистецтв. "Інтермедіа" тлумачили, як нові роботи, які не могли бути написані в межах чинних на початок 1960-х років художніх категорій, тому що за змістом вони були між двома виразними засобами, які вже були тоді відомі та їх використовували.
Акціонерні практики 1960-х років — яскравий приклад мистецтва, створеного на межі різних художніх стилів і напрямів. Вони з'являються на перетині постмодерністських і авангардних течій сучасного мистецтва. В інтермедіа розрізняють різні форми перформативних практик, з-поміж яких першими були гепенінги й івенти. Пізніше автори гепенінгів перейшли до створення флуксусу, що відрізняється від них. Поступово експериментальні дії інших художників привели до виокремлення таких форм, як "художній перформанс" або просто "перформанс".
З-поміж художників, які працювали в "інтермедіа" та поєднували різні художні напрямки, можна виділити таких, як Дік Хіггінс (автор робіт, у яких поєднував живопис і кіно, театр і літературу), Віто Аккончі, Аллан Капро та Карен Фінлі. Сучасна інтермедіа — специфічна художня діяльність, що ґрунтується на знанні виразних засобів різних мистецтв.
У багатьох американських університетах (наприклад, Університет штату Аризона, Університет Мену, Університет Південної Каліфорнії), у Канаді (Університет Конкордія) та Великій Британії (Художній коледж Единбургу) з кінця 1960-х років готують за фахом «інтермедіа».

## Сучасна інтермедіа
Інтермедіа — прабатько нового медіамистецтва, у якому гібридні жанри (інтернет-мистецтво, інтерактивні віртуальні середовища, мультимедійні інсталяції та ін.) створюють переважно на основі цифрових і комп'ютерних технологій. У ньому використовують екрани, проєкції, поліекрани, проте часто твори інтермедіа занурюють глядача в комп'ютерну віртуальну реальність, що змінює сприйняття твору. Якщо для екранного мистецтва      (кіномистецтва, телевізійного мистецтва) не було характерно застосування інтерактивності (взаємодії глядача з твором), то образотворче мистецтво XX століття активно розвиває такі аспекти, пов'язані з відкритістю твору, мережевою комунікацією та активною участю глядача.